# Владімір Дзурілла
Владімір Дзурілла (словац. Vladimír Dzurilla; 2 серпня 1942, Братислава, Перша Словацька республіка — 25 липня 1995, Дюссельдорф, Німеччина) — чехословацький хокеїст, воротар.
Триразовий чемпіон світу. З 1998 року член зали слави ІІХФ, з 2002 — член зали слави словацького хокею, а з 2010 — член зали слави чеського хокею.

## Клубна кар'єра
У чемпіонаті Чехословаччини грав за «Слован» Братислава (1959—1973), «Шкоду» Пльзень (1973—1975, 1977—1978) та «Зетор» Брно (1975—1977). Всього в лізі провів 571 матч (рекордний показник для воротарів у чехословацькій хокейній лізі).
Чотири сезони провів у німецькій бундеслізі. Грав за «Аугсбург» (1978—1979) та «Різерзеє» (Гарміш-Партенкірхен, 1979—1982). В сезоні 1980/81 отримав золоті нагороди чемпіонату Німеччини.

## Виступи у збірній
У національній збірній грав з 1961 по 1977 рік. Брав участь у трьох Олімпійських іграх. На Олімпіаді у Греноблі здобув срібну нагороду. У Інсбруку (1964) та Саппоро (1972) його команда посідала третє місце. Здобував по три золоті нагороди на світових чемпіонатах та чемпіонатах Європи. Двічі обирався до символічної збірної на чемпіонатах світу. У 1965 році був визнаний найкращим воротарем турніру. Фіналіст Кубка Канади 1976 (5 матчів). На світових чемпіонатах та Олімпійських іграх провів 61 матч, а всього у складі національної збірної — 139 матчів. Серед воротарів, у головній команді країни, більше поєдинків провів лише Їржі Голечек.

## Тренерська діяльність
Як головний тренер очолював німецькі клуби «Різерзеє» (1987/88) та «Айнтрахт» з Дюссельдорфа (1988/89). У Чехословаччині працював у командах «Зетор» і «Слован».

## Нагороди та досягнення

### Командні
| Нагороди                 | Команда               | Кіл. | Роки                                     |
| ------------------------ | --------------------- | ---- | ---------------------------------------- |
| Олімпійські ігри         |                       |      |                                          |
| Срібло                   | Чехословаччина        | 1    | 1968                                     |
| Бронза                   | Чехословаччина        | 2    | 1964, 1972                               |
| Чемпіонат світу          |                       |      |                                          |
| Золото                   | Чехословаччина        | 3    | 1972, 1976, 1977                         |
| Срібло                   | Чехословаччина        | 3    | 1965, 1966, 1968                         |
| Бронза                   | Чехословаччина        | 4    | 1963, 1964, 1969, 1970                   |
| Кубок Канади             |                       |      |                                          |
| Срібло                   | Чехословаччина        | 1    | 1976                                     |
| Чемпіонат Європи         |                       |      |                                          |
| Золото                   | Чехословаччина        | 3    | 1972, 1976, 1977                         |
| Срібло                   | Чехословаччина        | 3    | 1965, 1966, 1968                         |
| Бронза                   | Чехословаччина        | 4    | 1963, 1964, 1969, 1970                   |
| Чемпіонат Чехословаччини |                       |      |                                          |
| Срібло                   | «Слован» (Братислава) | 7    | 1960, 1961, 1962, 1964, 1965, 1970, 1972 |
| Бронза                   | «Слован» (Братислава) | 5    | 1963, 1966, 1969, 1971, 1973             |
| Чемпіонат Німеччини      |                       |      |                                          |
| Золото                   | «Різерзеє»            | 1    | 1981                                     |

### Особисті
| Нагороди                           | Кіл. | Роки       |
| ---------------------------------- | ---- | ---------- |
| Найкращий воротар чемпіонату світу | 1    | 1965       |
| Символічна збірна чемпіонату світу | 2    | 1965, 1969 |
| Член зали слави ІІХФ               | -    | 1998       |